# دوري السوبر الأوغندي 1994
دوري السوبر الأوغندي 1994 (بالإنجليزية: 1994 Uganda Super League)‏ هو موسم من دوري السوبر الأوغندي. أشرف على تنظيمه اتحاد أوغندا لكرة القدم، وكان عدد الأندية المشاركة فيه 15، وفاز فيه نادي ناكيفوبو فيلا.